# Сьома п'ятниця
«Сьома п'ятниця» — радянський художній фільм 1980 року, знятий режисером Георгієм Овчаренком на кіностудії «Таджикфільм».

## Сюжет
За мотивами повісті А. Шукухі «Фея острова». Заміщаючи літнього голову колгоспу «Райхон» Курбоналієва, який перебуває у лікарні, молодий агроном Заріф Оділов розвиває бурхливу діяльність з перетворення нерентабельного бавовняного колгоспу на багатогалузеве господарство. Він скорочує посіви бавовни, а на землях, що звільнилися, виснажених монокультурою, садить овочі, починає прокладку труб для краплинного зрошення, починає закладку лимонарію, готує фундамент для будівництва килимового комбінату, збирається будувати будинок побуту. Заріф встановлює із сусіднім колгоспом взаємовигідні зв'язки, продає перший урожай овочів та фруктів у Норильську. І якщо спочатку багато односельців на чолі з головою Курбоналієвим вважали агронома прожектером, то вже перші результати його діяльності викликали довіру до нього. Навіть співачка Азіза, в яку закоханий Заріф, яка мріяла виїхати вчитися в інститут мистецтв, схиляється до думки залишитися в колгоспі.

## У ролях
- Максуд Іматшоєв — Заріф Оділов
- Тамара Шакірова — Азіза
- Гульсара Абдуллаєва — Хідоят
- Євген Весник — Курбоналієв, голова колгоспу
- Расмі Джабраїлов — Муроді
- Бахтійор Іхтіяров — Міркурбан
- Ато Мухамеджанов — Абдусамад
- Рустам Назаров — Аріф
- Георгій Строков — Джинчарог
- Теміна Туаєва — дружина Муроді
- А. Джураєв — епізод
- Лія Комлякова — епізод
- Анатолій Латфі — епізод
- Джамал Садріддінов — епізод
- Раджабалі Хусейнов — епізод

## Знімальна група
- Режисер — Георгій Овчаренко
- Сценарист — Ярослав Філіппов
- Оператор — Олександр Шабатаєв
- Композитор — Едуард Богушевський
- Художник — Сергій Романкулов